# Альфа-композитинг

Приклад роботи альфа-композитних операторів over, in, out, atop і xor

Альфа-композитинг (компоузинг) — комбінування зображення з фоном з метою створення ефекту часткової прозорості. Часто застосовується в комп'ютерній графіці для багатопрохідної обробки зображення по частинах із наступним об'єднанням цих частин в єдине двовимірне зображення.
Компоузинг — маніпуляція щонайменше двома зображеннями для отримання кінцевого інтегрованого результату. Безумовно найскладніша частина цього процесу — з'єднання великої кількості елементів для отримання кінцевого результату.
Професійний компоузинг (композитинг) включає в себе також корекцію кольору, обробку відзнятого відеоматеріалу, інтегрування дво- або тривимірної графіки і анімації.
У комп'ютерних іграх, щоб показати прозорість того чи іншого об'єкта, використовуються текстури з альфа-каналом. Термін «альфа-канал» ввів в обіг Алві Сміт наприкінці 1970-х, а 1984 року він був детально опрацьований у статті Томаса Портера і Тома Даффа. Альфа-канал являє собою порожній простір, або просто прозорість.